# Казермоне Сан Бартоло (Равена)
Казермоне Сан Бартоло је насеље у Италији у округу Равена, региону Емилија-Ромања.
Према процени из 2011. у насељу је живело 62 становника. Насеље се налази на надморској висини од 26 м.